# Арлезіанка (опера)
L'arlesiana (L'arlesiana, італ. вимова: [larleˈzjaːna]) — опера на три дії італійського композитора Франческо Чілеа на італійське лібрето, написане Леопольдо Маренком. Спочатку твір був написаний у чотирьох діях і вперше поставлений 27 листопада 1897 року в Театро Ліріко в Мілані. У 1898 році опера була перероблена на три дії, а у 1937 році до неї було додано прелюдію.
Сюжет опери базується на п'єсі Арлезіанка (1872) Альфонса Доде, яка, своєю чергою, була натхненна однойменною новелою зі збірки Листи з мого млина (Lettres de mon moulin). Найбільш відомою музичною адаптацією цієї історії є сценічна музика Жоржа Бізе.
Серед найвідоміших арій з цієї опери: «Lamento di Federico: È la solita storia del pastore]]» — для тенора; «Come due tizzi accesi» — для баритона; «Esser madre è un inferno» — для мецо-сопрано. У 2011 році до сучасної редакції партитури було додано арію «Una mattina» з оригінальної 4-дієвої версії опери.

## Ролі
| Роль                                                                    | Тип голосу   | Прем’єрний склад, 27 листопада 1897 року Диригент: Джованні Цуккані |
| ----------------------------------------------------------------------- | ------------ | ------------------------------------------------------------------- |
| Федеріко, безтямно закоханий у жінку з Арля (згадується як l'Arlesiana) | тенор        | Енріко Карузо (Enrico Caruso)                                       |
| Віветта, закохана у Федеріко                                            | сопрано      | Матільда Річчі-Де Пац (Matilde Ricci-De Paz)                        |
| Роза Мамаї, мати Федеріко                                               | мецо-сопрано | Мінні Трейсі (Minnie Tracey)                                        |
| L'Innocente, молодший брат Федеріко                                     | мецо-сопрано | Клотільда Орландо (Clotilde Orlando)                                |
| Марко, дядько Федеріко                                                  | бас          | Джузеппе Фріджо́тті (Giuseppe Frigiotti)                             |
| Бальдазаре, старий пастух                                               | баритон      | Леліо Казіні (Lelio Casini)                                         |
| Метіфіо, погонич худоби                                                 | баритон      | Маріо Арістіді (Mario Aristidi)                                     |